# بلوفیس
جاناتان جمال پورتر (انگلیسی: Johnathan Jamall Porter؛ زادهٔ ۲۰ ژانویهٔ ۱۹۹۷) که با نام هنری بلوفیس (انگلیسی: Blueface) شناخته می‌شود، رپر و ترانه‌پرداز اهل ایالات متحده آمریکا است. وی از سال ۲۰۱۷ میلادی تاکنون مشغول فعالیت بوده است.
در اکتبر ۲۰۱۸، پس از انتشار موزیک ویدیوی "Respect My Cryppin"، به دلیل سبک رپ خاصش به یک میم جهانی تبدیل شد. ماه بعد، او با لیبل کش مانی رکوردز متعلق به بردمن قرارداد امضا کرد.

## زندگی‌نامه
جاناتان جمال پورتر در ۲۰ ژانویه ۱۹۹۷ در لس آنجلس کالیفرنیا متولد شده و در میدسیتی بزرگ شد. او در ابتدا با مادرش در سانتا کلاریتا زندگی می‌کرد و چند سال بعد با پدرش در اوکلند ساکن شد.
پورتر پس از نقل مکان به سن فرناندو ولی، در دبیرستان آرلتا تحصیل کرد و در آنجا علاوه بر تیم فوتبال مدرسه، به عنوان نوازنده ساکسیفون آلتو به گروه موسیقی مارش پیوست. پس از جهش رشد در سال دوم دانشگاه که منجر به قد ۶ فوت و ۴ اینچ او شد، او به عنوان کوارتربک اصلی تیم انتخاب شد. او در سال ۲۰۱۳، ۱۲۳۴ یارد و ۱۷ تاچ‌داون پرتاب کرد و این اعداد را در سال ۲۰۱۴ به ۱۷۲۴ یارد و ۲۱ تاچ‌داون افزایش داد که تیم را به قهرمانی لیگ سن فرناندو شرقی رساند. پورتر متعهد شد که برای دانشگاه ایالتی فایتویل بازی کند و قبل از ترک دانشگاه در سال ۲۰۱۶، مدت کوتاهی در فوتبال دانشگاهی بازی کرد. پورتر در ویدیوی ریمیکس آهنگ "Thotiana" به تجربیات گذشته خود به عنوان بازیکن فوتبال اشاره می‌کند.

## حرفه
بلوفیس در ژانویه ۲۰۱۷ با نام بلوفیس بلیدم (Blueface Bleedem) شروع به رپ خواندن کرد، که اشاره‌ای به ارتباط او با گروه خیابانی کریپس دارد. او که در ابتدا پس از ترک دانشگاه ایالتی فایتویل به لس‌آنجلس بازگشت، به استودیوی موسیقی دوستش لاودیانو دعوت شد و پس از اینکه برای رپ کردن روی یک بیت به چالش کشیده شد، شروع به کار برای انتشار اولین آهنگ خود، "Deadlocs" در ساندکلود کرد. وی در ژوئن ۲۰۱۸، اولین پروژه کامل خود با نام Famous Cryp را منتشر کرد. در سپتامبر ۲۰۱۸، پس از اینکه این آهنگ به او کمک کرد تا طرفداران محلی در کالیفرنیا پیدا کند، دومین EP خود، با نام Two Coccy را در ساندکلود و اسپاتیفای منتشر کرد.
در اکتبر ۲۰۱۸، موزیک ویدیویی‌ای برای آهنگش با نام « Respect M Cryppin» در کانال یوتیوب WorldStarHipHop منتشر کرد. کمی پس از انتشار این آهنگ در توییتر، این موزیک ویدیو به یک میم تبدیل شد. محبوبیت این ویدیو باعث شد تا موسیقی بلوفیس بیشتر مورد توجه قرار گیرد و آهنگ‌های او با نام‌های «Thotiana» و «Next Big Thing» محبوبیت جدیدی کسب کنند. محبوبیت او پس از برگزاری مسابقه‌ای در استوری‌ها و پست‌های اینستاگرامش با استفاده از نظرسنجی‌ها برای تعیین اینکه به کدام دبیرستان برود، بیشتر هم شد و دبیرستان پاسادنا بر دبیرستان سنتا مونیکا پیروز شد. این چالش رسانه‌های اجتماعی، فالوورهای جدیدی را به همراه داشت و محبوبیت رو به رشد او را افزایش داد. بلوفیس در نوامبر ۲۰۱۸، با شرکت کش مانی رکوردز قرارداد امضا کرد و کلیپ‌هایی از خودش در استودیو به همراه رپر کانادایی دریک و کویوو در صفحه اینستاگرامش منتشر کرد.
او در دسامبر ۲۰۱۸، به لطف یک ویدیوی آکوستیک با حضور اینر بنکز که پیش‌نمایشی از آهنگ جدیدش با نام "Bleed It" را نشان می‌داد و در ژانویه ۲۰۱۹ منتشر شد، دوباره وایرال شد. از دو روز بعد موزیک ویدیویی در کانال یوتیوب کول بنت منتشر کرد که در ۲۴ ساعت اول انتشار، بیش از ۲ میلیون بازدید داشت.
در ۲۶ ژانویه ۲۰۱۹، آهنگ "Thotiana" از بلوفیس در جدول بیلبورد هات ۱۰۰ با رتبه ۷۵ آغاز به کار کرد و اولین آهنگ او بود که در این جدول قرار می‌گرفت.  هفته بعد، او یک ریمیکس با کاردی بی منتشر کرد. بلوفیس در ۱ مه ۲۰۱۹ موزیک ویدیوی تک آهنگ خود با نام "Stop Cappin" را منتشر کرد که در چهار روز اول در یوتیوب بیش از 5 میلیون بازدید داشته است. در ۲۰ ژوئن، اعلام شد که بلوفیس به عنوان یازدهمین شرکت کننده با رأی طرفداران، بخشی از برنامه ایکس‌ایکس‌ال خواهد بود.
در اوت ۲۰۱۹، گروه بلوفیس یک آلبوم چندآهنگه با عنوان Dirt Bag منتشر کرد؛ پیش از این آلبوم، تک‌آهنگ‌های "Stop Cappin" و " Daddy" و "Bussdown" منتشر شدند. این آلبوم کوتاه که هشت قطعه داشت، شامل حضور مهمان‌هایی از جمله گیم، آفست و لیل پامپ بود. آهنگ "Daddy" او با حضور Rich the Kid در این آلبوم، در رتبه ۷۸ جدول ۱۰۰ آهنگ بیلبورد هات قرار گرفت و "Stop Cappin'" با حضور The Game در این آلبوم، در رتبه ۱۵ جدول ۱۰۰ آهنگ بیلبورد هات قرار گرفت. این آلبوم کوتاه در رتبه ۴۸ جدول ۲۰۰ آهنگ بیلبورد هات قرار گرفت. با وجود موفقیت تجاری، این آلبوم به‌ طور کلی نقدهای متفاوتی دریافت کرد. رایلی والاس به این پروژه امتیاز ۳/۵ داد، در حالی که شنوندگان به آن امتیاز ۲.۳۳/۵ دادند. آلبوم به طور کلی امتیاز ۶۰ از ۱۰۰ را از منتقدان دریافت کرد، در حالی که شنوندگان آن را ۵۱ از ۱۰۰ ارزیابی کردند. فرد توماس از آل‌میوزیک روند نقدهای متوسط را دنبال کرد و به این پروژه امتیاز ۳ از ۵ داد.
بلوفیس در اکتبر ۲۰۱۹، اولین آلبوم استودیویی خود با نام Find the Beat و لیست آهنگ‌های آن را اعلام کرد. او چهار تک‌آهنگ از این آلبوم را منتشر کرد: "Close Up" با حضور جریمای، "First Class" با حضور گانا ، "Obama" با حضور دابیبی و "Holy Moly" با حضور ان‌ال‌ئی چوپا. در ۶ دسامبر ۲۰۱۹، قرار بود این آلبوم منتشر شود اما به دلیل مشکلات مربوط به علامت تجاری به تعویق افتاد. در ۱۷ ژانویه ۲۰۲۰، تاریخ انتشار تأیید شد، اما دوباره به تعویق افتاد. در ۱۳ مارس ۲۰۲۰، تاریخ انتشار سوم، این آلبوم با حضور پولو جی، امبجای، لیل بیبی، استونا فور وگاس، وای‌بی‌ان ناهمیر، گانا، جریمای، ان‌ال‌ئی چوپا و دابیبی منتشر شد که در مجموع ۱۶ آهنگ داشت. لیل اوزی ورت رپر دیگر، که آلبومی با عنوان «لیل اوزی ورت در برابر جهان ۲» را در همان روز انتشار منتشر کرده بود، از این آلبوم تمجید کرد. لیل اوزی ورت در گفتگوی خصوصی با بلوفیس، گفت «آلبومش فوق‌العاده است و پیشنهاد همکاری با بلوفیس را داد.